# The Turn (álbum de Live)
The Turn é a oitavo álbum de estúdio da banda de rock estadunidense Live, é o primeiro com o vocalista Chris Shinn. Foi lançado em 28 de outubro de 2014. O primeiro single do álbum, "The Way Around Is Through", foi lançado em 16 de setembro de 2014.

## Faixas
| N.º            | Título                            | Letras                                                 | Música         | Duração |  |
| 1.             | "Siren's Call"                    | J. Harrison, C. Shinn, Aishlin Harrison, Bruce Wallace | Live           | 4:10    |  |
| 2.             | "Don't Run to Wait"               | J. Harrison, Shinn                                     | Live           | 3:47    |  |
| 3.             | "Natural Born Killers"            | Shinn, J. Harrison, A. Harrison                        | Live           | 4:36    |  |
| 4.             | "6310 Rodgerton Dr"               | J. Harrison, Shinn                                     | Live           | 4:09    |  |
| 5.             | "By Design"                       | Shinn, Wallace                                         | Live           | 4:20    |  |
| 6.             | "The Way Around Is Through"       | Shinn, J. Harrison                                     | Live           | 4:52    |  |
| 7.             | "Need Tonight"                    | Shinn, Wallace                                         | Live           | 4:11    |  |
| 8.             | "The Strength to Hold On"         | Shinn, Wallace                                         | Live           | 5:21    |  |
| 9.             | "We Open the Door"                | Shinn, Wallace                                         | Live           | 4:52    |  |
| 10.            | "He Could Teach the Devil Tricks" | J. Harrison, Shinn                                     | Live           | 4:09    |  |
| 11.            | "Till You Came Around"            | J. Harrison, Shinn, A. Harrison                        | Live           | 4:42    |  |
| Duração total: | Duração total:                    | Duração total:                                         | Duração total: | 49:10   |  |

## Tabelas musicais

### Álbum
| Parada               | Melhor posição |
| -------------------- | -------------- |
| Bélgica Albums Chart | 139            |
| U.S. Billboard 200   | 133            |

### Singles
| Single                      | Melhor posição |
| Single                      | US Main.       |
| --------------------------- | -------------- |
| "The Way Around Is Through" | 30             |